# Округ Шелби (Мисури)
Округ Шелби (енгл. Shelby County) је округ у америчкој савезној држави Мисури.

## Демографија
По попису из 2010. године број становника је 6.373, што је 426 (-6,3%) становника мање него 2000. године.
| Група             | 2000.         | 2010.         |
| Белци             | 6.628 (97,5%) | 6.202 (97,3%) |
| Афроамериканци    | 66 (1,0%)     | 32 (0,5%)     |
| Азијати           | 7 (0,1%)      | 13 (0,2%)     |
| Хиспаноамериканци | 43 (0,6%)     | 71 (1,1%)     |
| Укупно            | 6.799         | 6.373         |